# Carlo Clerici
Carlo Clerici (Zúric, 3 de setembre de 1929 - Zúric, 27 de gener de 2007) va ser un ciclista suís d'origen italià, que fou professional entre 1951 i 1957.
Italià per part de pare, va obtenir la nacionalitat suïssa el 1954, poc abans d'aconseguir la victòria en el Giro d'Itàlia. Aquella edició del Giro la va començar com a gregari, però una fuga durant la sisena etapa li suposà un avantatge de més de mitja hora sobre el grup principal en què hi havia els grans favorits. Tot i no ser un gran escalador, el gran avantatge obtingut li va permetre mantenir el lideratge i guanyar el Giro.
A més d'aquest triomf, Clerici va guanyar el Gran Premi de Suïssa el 1952 (aquell mateix any va ser tercer a la Volta a Suïssa) i el Campionat de Zúric el 1956.

## Palmarès
- 1952
  - 1r al Gran Premi de Suïssa
- 1953
  - 1r a la Lucerna-Engelberg
- 1954
  -  1r al Giro d'Itàlia i vencedor d'una etapa
  - 1r al Gran Premi de Locle
- 1956
  - 1r al Campionat de Zúric
  - 1r al Gran Premi de Locle
- 1957
  - 1r a la Lucerna-Engelberg

### Resultats al Giro d'Itàlia
- 1952. 23è de la classificació general
- 1953. Abandona
- 1954. 1r de la classificació general. Vencedor d'una etapa
- 1955. 26è de la classificació general
- 1956. Abandona

### Resultats al Tour de França
- 1954. 12è de la classificació general
- 1955. Abandona (12a etapa)
- 1957. Abandona (11a etapa)